# Bárbara Vich Arrom
Bárbara Vich Arrom (Palma de Mallorca; 19??) es una arquitecta española componente del estudio Flexoarquitectura. Graduada en arquitectura por la Escuela Técnica Superior de Arquitectura de Barcelona (ETSAB), integrada en la Universidad Politécnica de Cataluña (UPC, Barcelona), al igual que Aixa del Rey García y Tomeu Ramis Frontera, los otros dos integrantes de Flexoarquitectura.

## Trayectoria
Es integrante del estudio de arquitectos Flexoarquitectura, junto a Tomeu Ramis Frontera y Aixa del Rey García,  el cual es considerado uno de los 50 mejores estudios arquitectónicos de España. Estos arquitectos decidieron formar su propio estudio en el año 2002, después de haber consolidado su trayectoria con trabajos colaborativos  para otros estudios como el de Claus&Kaan (Róterdam), Coll-Leclerc (Barcelona) o el  Víctor Rahola (Barcelona). El estudio Flexoarquitectura tiene una trayectoria de premios en diversos concursos y su obra es valorada y objeto de estudio y publicación en revistas especializadas del sector, tales  como "2G Dossier. Jóvenes arquitectos españoles". También imparten conferencias en universidades (donde también colaboran dando cursos). y han construido bastantes de sus obras, pese a ser un grupo de arquitectos muy joven.

## Premios y reconocimiento
A pesar de ser un estudio de arquitectura joven, Bárbara Vich Arrom, como integrante de Flexoarquitectura,  ha recibido diversos premios por su participación en competiciones.
Así podemos destacar:
- 1.er premio en los "Premios de Arquitectura de Menorca 2004-2008"
- 1.er premio en los "Premios de Arquitectura de Mallorca 2007-2011", en la categoría de edificios públicos por su obra en el centro de día y actividades comunitarias, el cual se ubica en la calle Pensament de Palma. Y también ganaron el premio en el apartado de interiorismo y diseño, por su obra de reforma interior del bar Farina, ubicado en el barrio de Sa Gerreria también en Palma.[6][7][8][9]
- 1.er premio en el "Ciutat de Palma Guillem Sagrera d’Arquitectura 2012".[10][11]
- 1.er premio en los "premios AJAC IX 2014".[12]